# الخليج الأسترالي العظيم

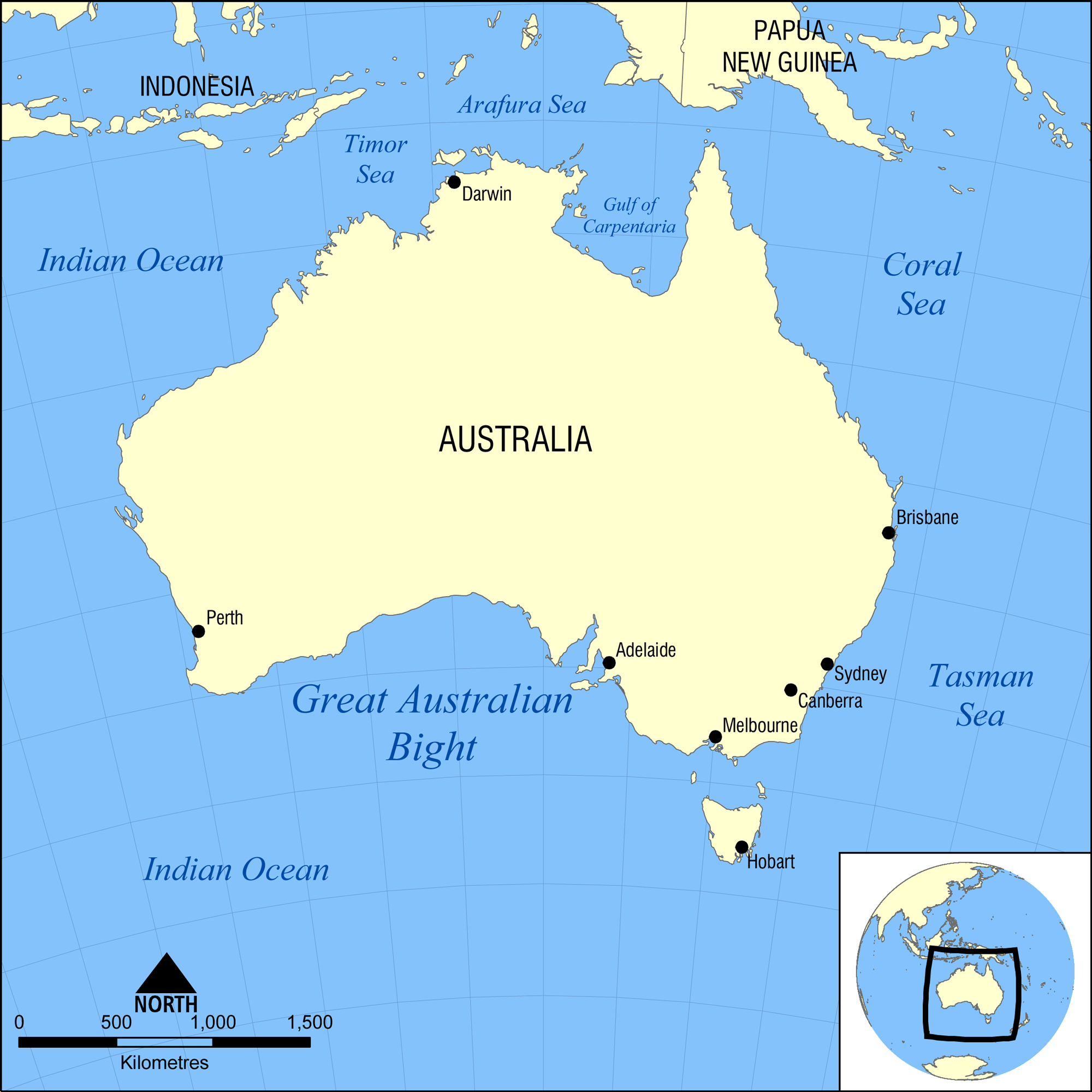
خريطة الخليج الأسترالي العظيم.

الخليج الأسترالي العظيم (بالإنجليزية: Great Australian Bight)‏ هو خليج كبير ومفتوح يقع قبالة الأجزاء الوسطي الغربية من الساحل الجنوبي الرئيسي للبر في أستراليا تم اكتشاف الخليج لأول مرة من قبل المستكشفين الاوروبيين في عام 1627 م عندما ابحر الملاح الهولندي الكابتن تايسن علي طول الساحل الغربي ولاحقا رسم الساحل من قبل المستكشف الإنجليزي الكابتن ماثيو فلندرز في عام 1802 حاليا يتم استغلال الخليج بشكل اقتصادي بحيث يستغل بصناعة صيد الأسماك مثل الحيتان وسمك التونا.